# بروایچی

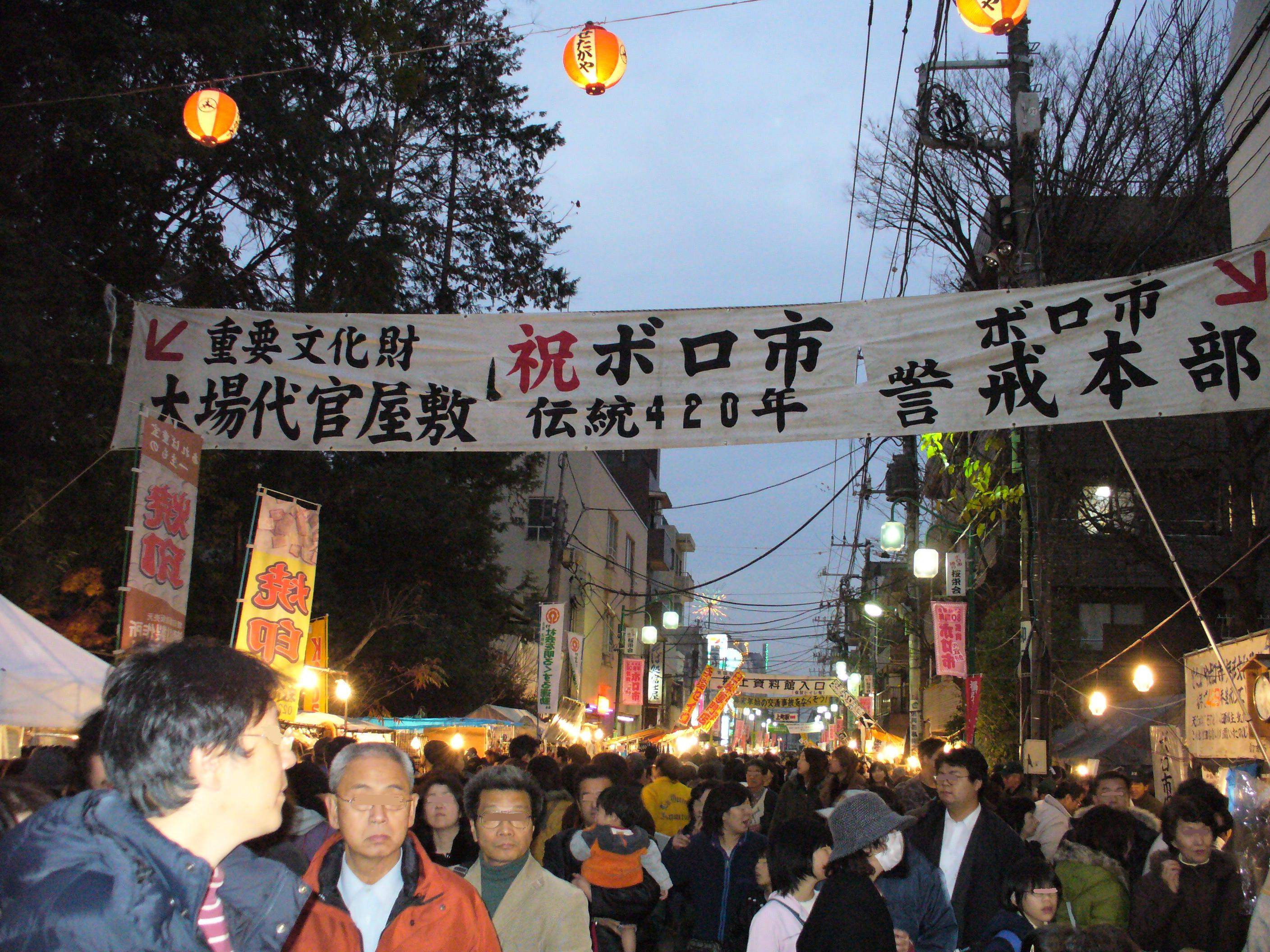
جشن برو-ایچی در ستاگایا-کو، توکیو

برو-ایچی (به ژاپنی: ボロ市 ボロいち)، یک جشنواره به شکل بازار دست دوم فروشی و رویداد سنتی است که هر ساله در محل بازار بخش ستاگایا (ستاگایا-کو)، ستاگایا-کو، توکیو، توکیو در ۱۵–۱۶ ژانویه و ۱۵–۱۶ دسامبر برگزار می‌شود.